# Métaborate de lithium
Le métaborate de lithium est un composé chimique de formule LiBO2.
Avec le tétraborate de lithium Li2B4O7, il est utilisé en sciences des matériaux dans la fusion alcaline au borate pour préparer des échantillons (roches, ciments, céramiques, etc.) en vue de leur analyse par XRF, AAS et ICP notamment.